# Atyrauská oblast
Atyrauská oblast (kazašsky Атырау облысы, rusky Атырауская область dříve Гурьевская область) je oblast na západě Kazachstánu. Byla založena 15. ledna 1938 v rámci Kazašské SSR pod jménem Gurjevská oblast. Pod tímto jménem byla v letech 1962-64 součástí Západokazašského kraje. Před rokem 1973 a v letech 1988-90 byla její součástí dnešní Mangystauská oblast. Od roku 1992 nese současné jméno. Má rozlohu 118 600 km². Má 455 500 (2005) obyvatel a hlavním městem je Atyrau.

## Poloha
Oblast hraničí se třemi oblastmi Kazachstánu (Západokazachstánskou na severu, Akťubinskou na východě a Mangystauskou na jihovýchodě) a s Astrachaňskou oblastí Ruska na západě.
Oblast se rozkládá v Přikaspické nížině na sever a východ od Kaspického moře mezi nížinou Volhy na severozápadě a na východ sahá za povodí Emby až k slanisku Mrtvý Kultuk. Povrch je rovinný. Nevelké hory jsou na severu (Inderské hory) V Přikaspické nížině jsou obrovské masívy písečných dun (Rynpeski, Tajsojgan). V blízkosti delty Volhy se nacházejí berovské pahorky (бэровские бугры).

## Klima
Klima je ryze kontinentální, velmi suché s horkým létem a mírnou zimou. Průměrná teplota v lednu je -10,6°С, v červenci 24 °С. Srážky se pohybují od 180 do 200 mm za rok. Sněhová pokrývka je nestálá. Charakteristické jsou silné větry.

## Vodstvo
Kaspické moře přiléhající k oblasti má hloubku do 50 m. Pobřeží je málo členité, nacházejí se u něj nevelké písečné kosy a ostrovy. V důsledku snížení hladiny Kaspického moře vznikly velké bažinaté oblasti (tzv. slaniska, např. Mrtvý Kultuk aj.). Nemnohé řeky náleží k povodí Kaspického moře. Hlavní z nich je Ural. Řeky Emba, Sagiz a Uil mají velmi málo vody, v létě se stávají slanými a rozpadají se na oddělená jezírka. Jsou na nich postaveny přehrady. V údolích řek a podél Kaspického moře je mnoho mělkých jezer, převážně slaných (Inder).

## Půdy
Oblast je pokryta travnato-pelyňkovými polopustinami a pelyňkovo-slanými pustinami na hnědých půdách.

## Flóra
Podél severního pobřeží Kaspického moře se táhne silně bažinatý rákosový pás. V údolích Uralu a Emby jsou nevelké porosty stromů a keřů (tugaji - тугаи). Stromy a keře zaujímají méně než 1% území oblasti.

## Fauna
Žije zde mnoho divokých živočichů: šelmy (vlk, korsak), hlodavci (sysli, frčci, tarbíčci, zajíci polní a tolajové), sudokopytníci (divoká prasata, sajgy), ptáci (drop velký a malý, orel stepní).